# 애런 고든
애런 에디슨 고든(Aaron Addison Gordon , 1995년 9월 16일 ~ )은 미국의 농구 선수이자 미국 프로 농구 덴버 너기츠의 선수이다. 2015-2016 시즌 올스타 덩크 컨테스트에서 잭 라빈에 이어 2위를 차지하였다.